# 近藤久 (工学者)
近藤 久（こんどう ひさし、1965年9月 - ）は、日本の工学者。茨城大学工学部知能システム工学科講師。

## 経歴

### 学歴
- 1988年（昭和63年）3月 - 北海道工業大学工学部経営工学科卒業
- 1994年（平成6年）3月 - 北海道大学大学院工学研究科情報工学専攻博士後期課程修了（工学博士）

### 職歴
- 1994年（平成6年）4月 - 茨城大学工学部システム工学科計算機応用学講座助手
- 2001年（平成13年）10月 - 茨城大学工学部システム工学科計算機応用学講座講師
- 2005年（平成17年）4月 - 茨城大学工学部知能システム工学科講師

## 専門（研究・活動内容等）

### 研究概要

#### 研究分野
- 情報学基礎
- 知能情報学

#### 研究テーマ
- 複雑ネットワーク
  - 複雑ネットワークの生成モデルに関する研究
- 強化学習の応用
  - 強化学習
- プログラム検証
  - 停止性学習

## 所属学会
- 情報処理学会
- 日本ソフトウェア科学会
- 人工知能学会
- IEEE-CS
- The European Association for Theoretical Computer Science（EATCS: 欧州理論計算機科学会）